# 卧龙朝鲜族乡
卧龙朝鲜族乡（中国朝鲜语：／）是中华人民共和国黑龙江省牡丹江市寧安市下辖的一个民族乡。

## 行政区划
卧龙朝鲜族乡下辖以下村级行政区划单位：
卧龙村、罗城沟村、前三家子村、三道湾村、新政村、勤劳村、明泉村、爱林村、杏花村、英山村、西岗子村、三道河子村和农场村。